# Aderpolder
De Aderpolder is een polder en een voormalig waterschap in de Nederlandse provincie Zuid-Holland in de voormalige gemeente Alkemade, thans gemeente Kaag en Braassem.

## Historie
De polder was, samen met de Huigsloterpolder, een eiland in de Haarlemmermeer. Na de droogmaking van het Haarlemmermeer kwam het gebied buiten de ringdijk te liggen en werd het een aparte polder. Feitelijk is de polder een eiland tussen de ringvaart van de Haarlemmermeermeer en de Kagerplassen.

## Kenmerken
De polder wordt begrensd door de ringvaart, de Balgerij, De Kever, de Boerenbuurt en de Ade. De totale oppervlakte van de polder bedraagt 71 hectare. De polder, een veenweidegebied, bestaat grotendeels (ruim 95%) uit grasland. De gemiddelde maaiveldhoogte ligt op NAP -1,80m.

## Bemaling
Opmerkelijk is dat de Aderpolder tot 1881 werd bemalen door een poldermolen, die werd na een brand vervangen door een stoomgemaal dat in 1940 versleten was. Vanwege brandstofschaarste besloot men om geen nieuw gemaal, maar een nieuwe windmolen te bouwen: de Adermolen, die nog steeds maalvaardig is en tegenwoordig op vrijwillige basis de polder bemaalt. De Adermolen is sinds 1985, toen een volautomatisch elektrisch vijzelgemaal werd geïnstalleerd, bezit van de Rijnlandse Molenstichting. In 2010 werd het elektrisch gemaal, dat zorgt voor de reguliere bemaling van de polder, volledig vernieuwd.

## Dijken
De Aderpolder wordt omgeven door circa 4,3 km  veenkaden. Deze blijven zakken en moeten daarom regelmatig worden opgehoogd en versterkt. In 2011 zijn deze kaden voor de laatste keer grootschalig versterkt.